# Chiesa di San Brizio (Tione di Trento)
La chiesa di San Brizio è la parrocchiale  a Saone, frazione di Tione di Trento in provincia autonoma di Trento. Fa parte della zona pastorale delle Giudicarie nell'arcidiocesi di Trento e risale al XVI secolo. Dal 2012 è stata dichiarata monumento di interesse culturale.

## Storia

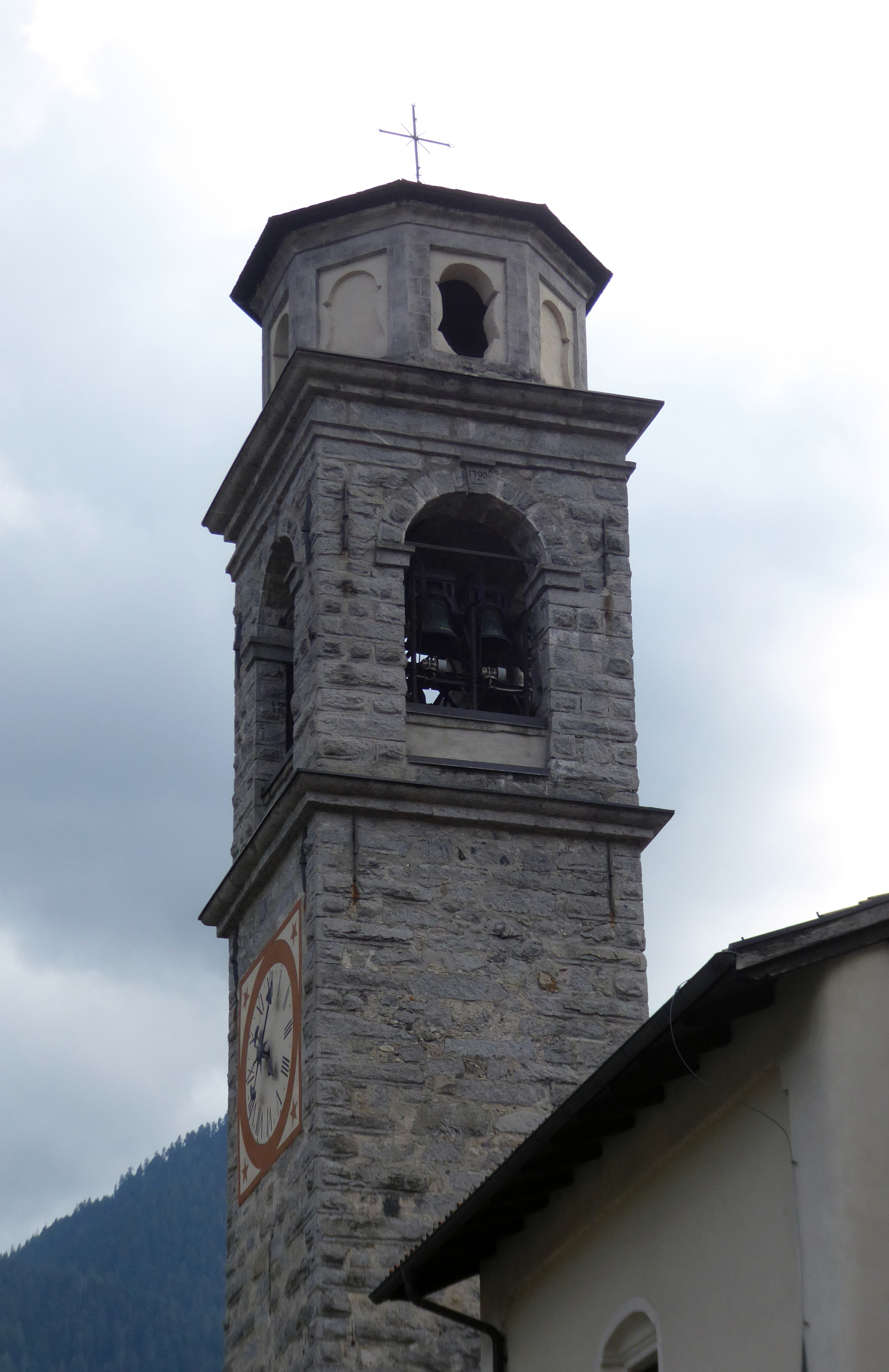
Campanile

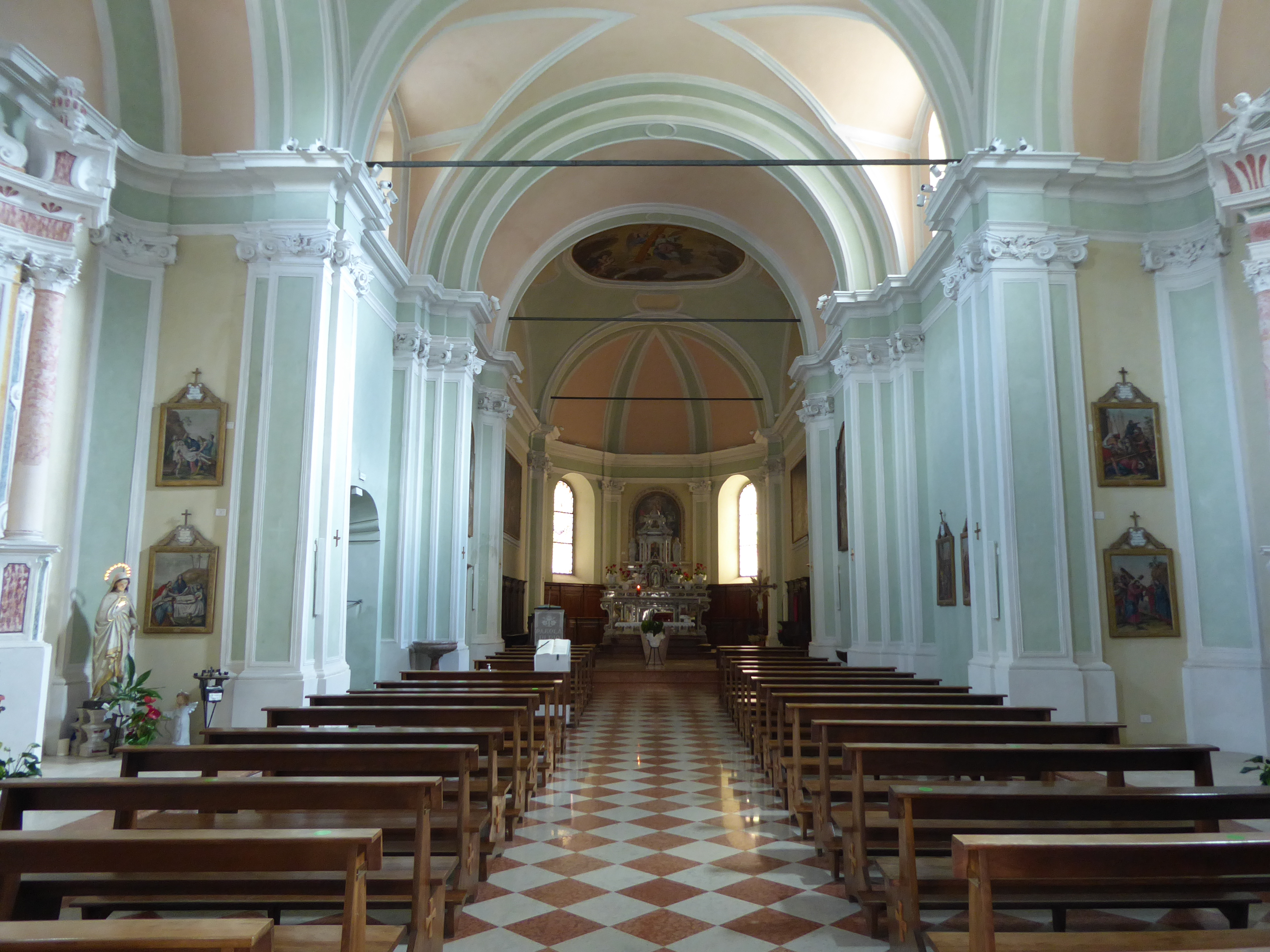
Interno

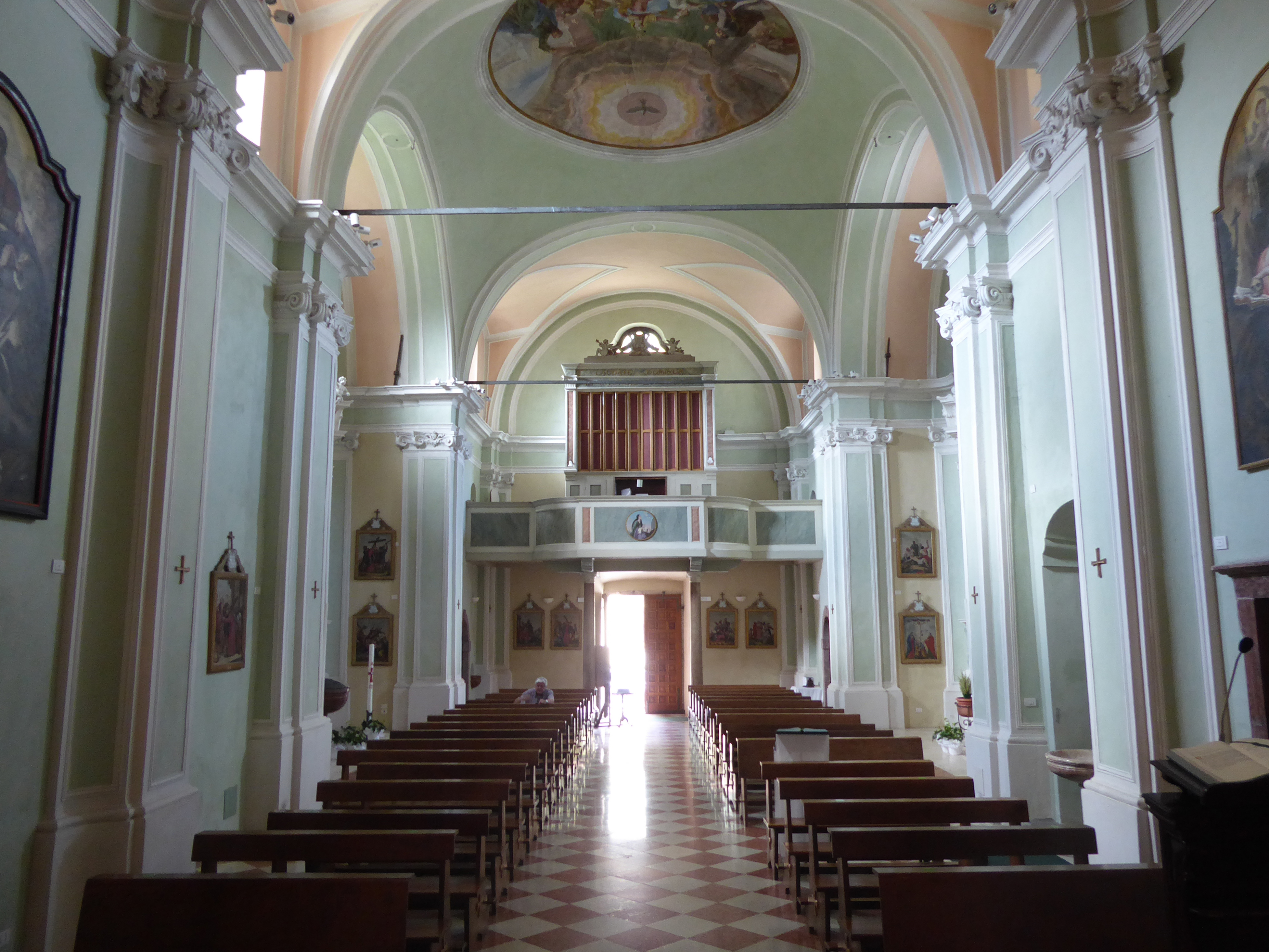
Controfacciata con organo a canne

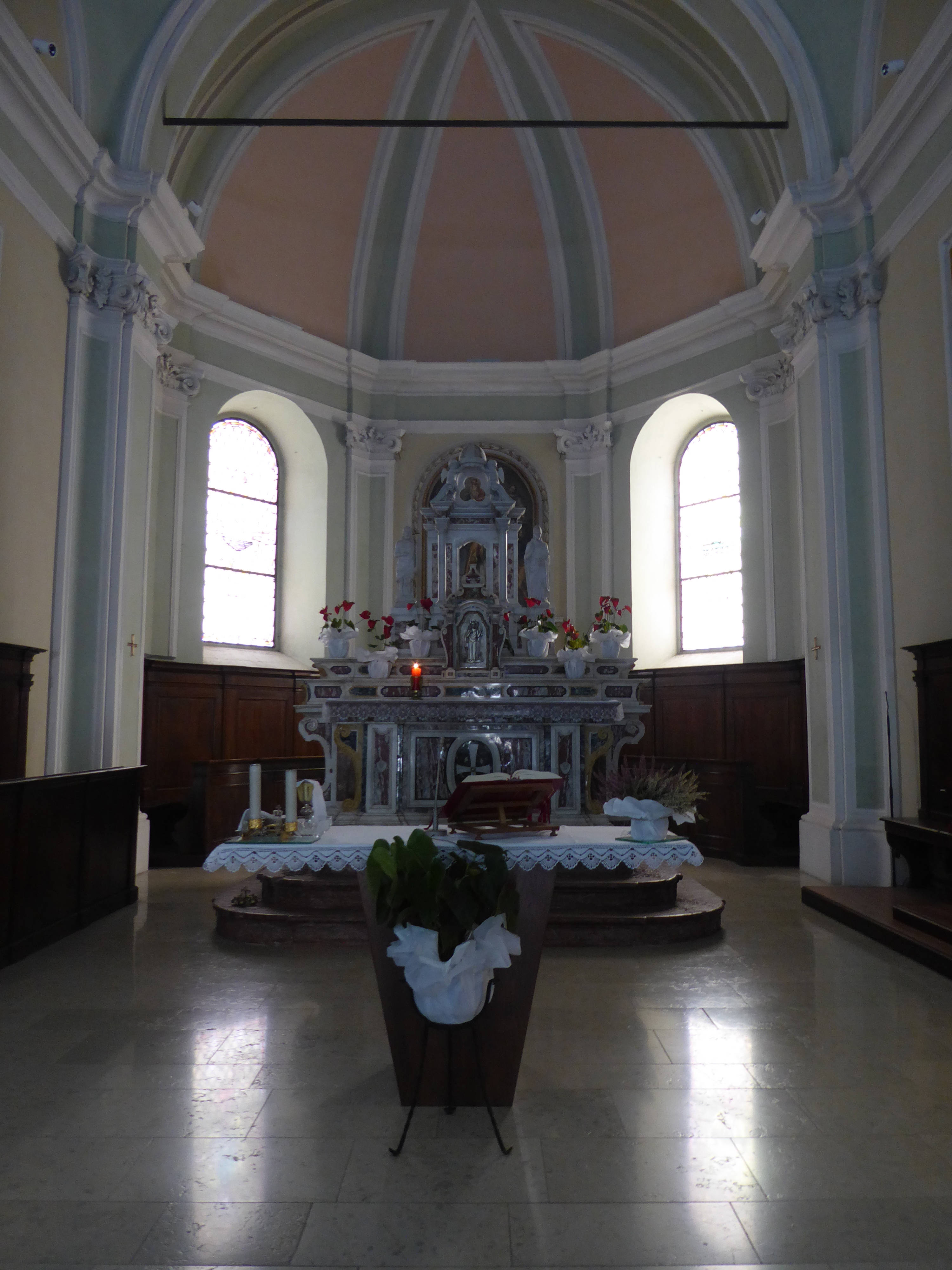
Presbiterio con altare maggiore e altare postconciliare

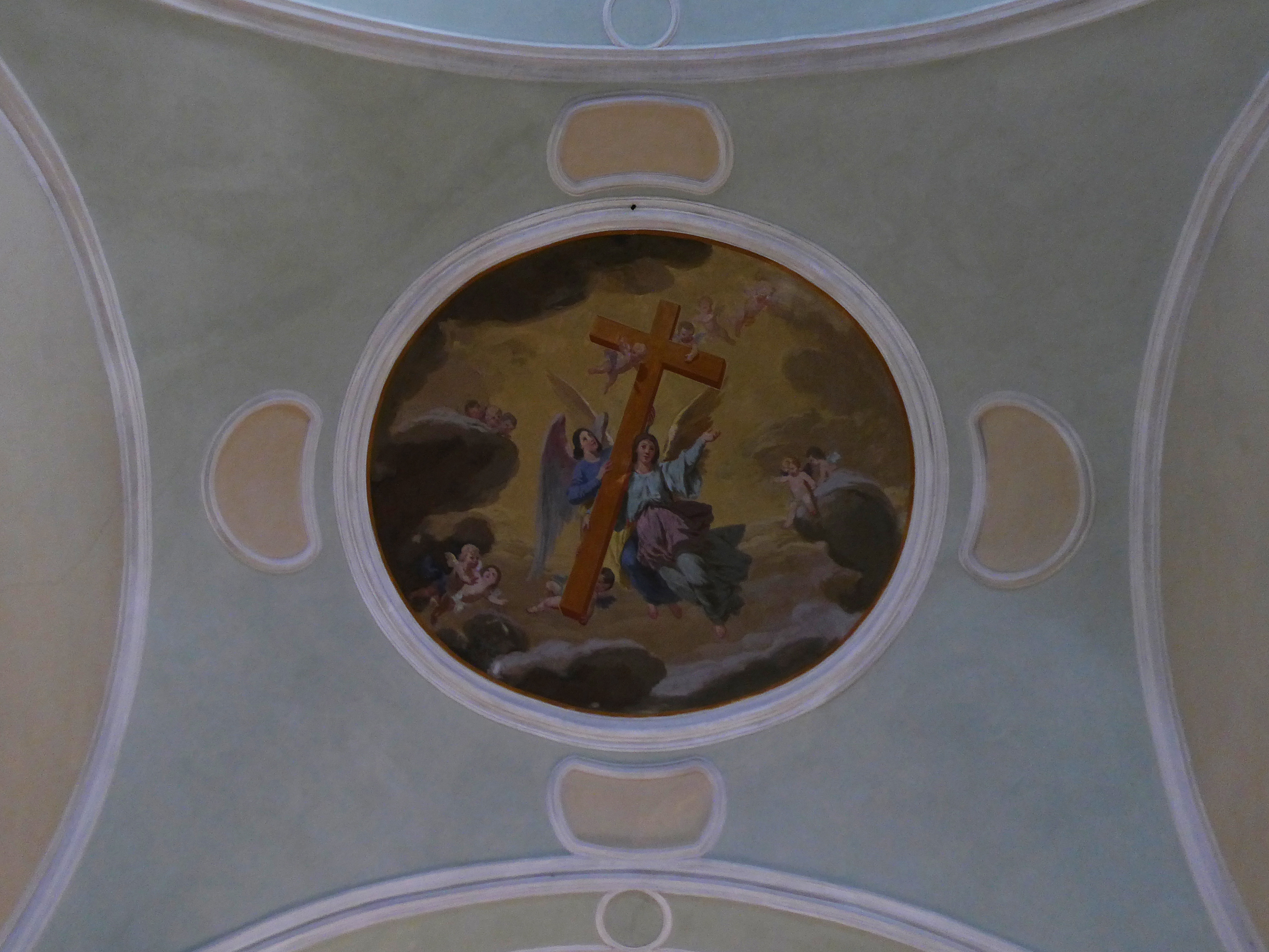
Affresco nella volta absidale realizzato da Agostino Aldi

La prima documentazione relativa al luogo di culto si trova negli atti della visita pastorale che vi fece nel 1537 il principe vescovo di Trento Bernardo Clesio. Nel 1608 ebbe la concessione del fonte battesimale ed oltre un secolo più tardi venne elevata a dignità curaziale legata alla chiesa dei Santi Dionisio, Rustico ed Eleuterio Martiri, la pieve di Bleggio. Attorno al 1766 il primitivo edificio fu demolito e il materiale recuperato venne utilizzato per la nuova chiesa della frazione.
Il cantiere per il nuovo tempio fu aperto nel 1764 e i lavori per la chiesa conclusero tre anni dopo mentre la torre campanaria fu innalzata nel 1790. Nel primo decennio del XIX secolo gli interni vennero arricchiti con decorazioni ad affresco dal pittore Pietro Maratoli da Verona. La solenne consacrazione fu celebrata nel 1837 dal vescovo di Trento Giovanni Nepomuceno de Tschiderer. Successivamente l'edificio fu oggetto di vari ampliamenti che riguardarono l'abside e l'intera navata. Negli ultimi anni del secolo fu necessario intervenire per rinforzare le fondamenta e la struttura muraria danneggiate dalle infiltrazioni di acqua.
Durante il primo decennio del XX secolo la chiesa venne completamente ritinteggiata e la volta del presbiterio venne decorata ad affresco da Agostino Aldi. Venne elevata a dignità di chiesa parrocchiale nel 1942. Tra il 1963 e il 1967 l'edificio venne ristrutturato e furono rinnovate le opere per la protezione contro le infiltrazioni di acqua. Venne realizzato l'adeguamento liturgico e la sistemazione della nuova mensa rivolta al popolo non comportò la rimozione dell'altare maggiore storico che venne mantenuto per la custodia eucaristica col tabernacolo originale; vennero rimosse solo le babalustre. Nel 1974 vennero ritinteggiati gli esterni e negli anni novanta fu ristrutturata la torre campanaria. L'ultimo intervento di restauro conservativo è stato realizzato tra il 2002 e il 2005.

### Testimonianza del passaggio di Carlo Magno
Nel 1786, quando fu abbattuta la precedente chiesa, Cipriano Gnesotti riferisce che venne rinvenuto sotto vari strati di imbiancature l'affresco raffigurante Carlo Magno che ossequia Santo Stefano a testimonianza del possibile passaggio, giudicato leggendario, del sovrano franco che proveniva da Bergamo e, attraverso la Val Camonica, si dirigeva verso le vallate trentine.

## Descrizione

### Esterni
La chiesa si trova sulla principale via di Saone e nostra orientamento verso sud. La facciata a capanna con due spioventi è neoclassica con lesene e motivi orizzontali che la suddividono in settori. Il portale è ornato da pilastri ionici con architrave e piccolo frontone curvilineo. Sopra, in asse, si apre la grande finestra dal contorno superiore mistilineo che porta luce alla sala. La torre campanaria si alza in posizione arretrata sulla sinistra. Il fusto è in pietra a vista e la sua cella si apre con quattro finestre a monofora di grandi dimensioni.

### Interni
La navata interna è unica con tre campate. Nella controfacciata si trova l'organo a canne e il presbiterio è leggermente elevato. La sala è ricca di decorazioni in stile barocco e sono di interesse artistico gli altari laterali dedicati alla Vergine Maria al Sacro Cuore, risalenti al XVIII secolo. La volta presbiteriale è affrescata col dipinto di Agostino Aldi che raffigura la Croce portata dagli Angeli.